# SAP Arena
De SAP Arena is een multifunctioneel stadion in de Duitse stad Mannheim. Er werd in 2002 begonnen met de bouw en in september 2005 ging de Arena open. Het stadion zou oorspronkelijk Mannheim-Arena heten maar werd uiteindelijk genoemd naar hoofdsponsor SAP. Jaarlijks worden honderden evenementen gehouden in de arena, die een capaciteit heeft van 15.000 mensen. De SAP Arena is naar capaciteit toe de op twee na grootste indoor arena van Duitsland, en één van de modernste arena's van het land. 
De Arena wordt gebruikt door ijshockeyclub Adler Mannheim en handbalclub Rhein-Neckar Löwen. Ook worden er basketbalwedstrijden, worstelevenementen en concerten georganiseerd. 